# Sporthallsbron
Sporthallsbron är en gång- och cykelbro från Västra Allén i Västermalm till Sundsvalls sporthall och Badhusparken i Norrmalm på andra sidan Selångersån.